# Cozola collenettei
Cozola collenettei är en fjärilsart som beskrevs av Engbert Jan Nieuwenhuis 1947. Cozola collenettei ingår i släktet Cozola och familjen tofsspinnare. Inga underarter finns listade i Catalogue of Life.